# TT406

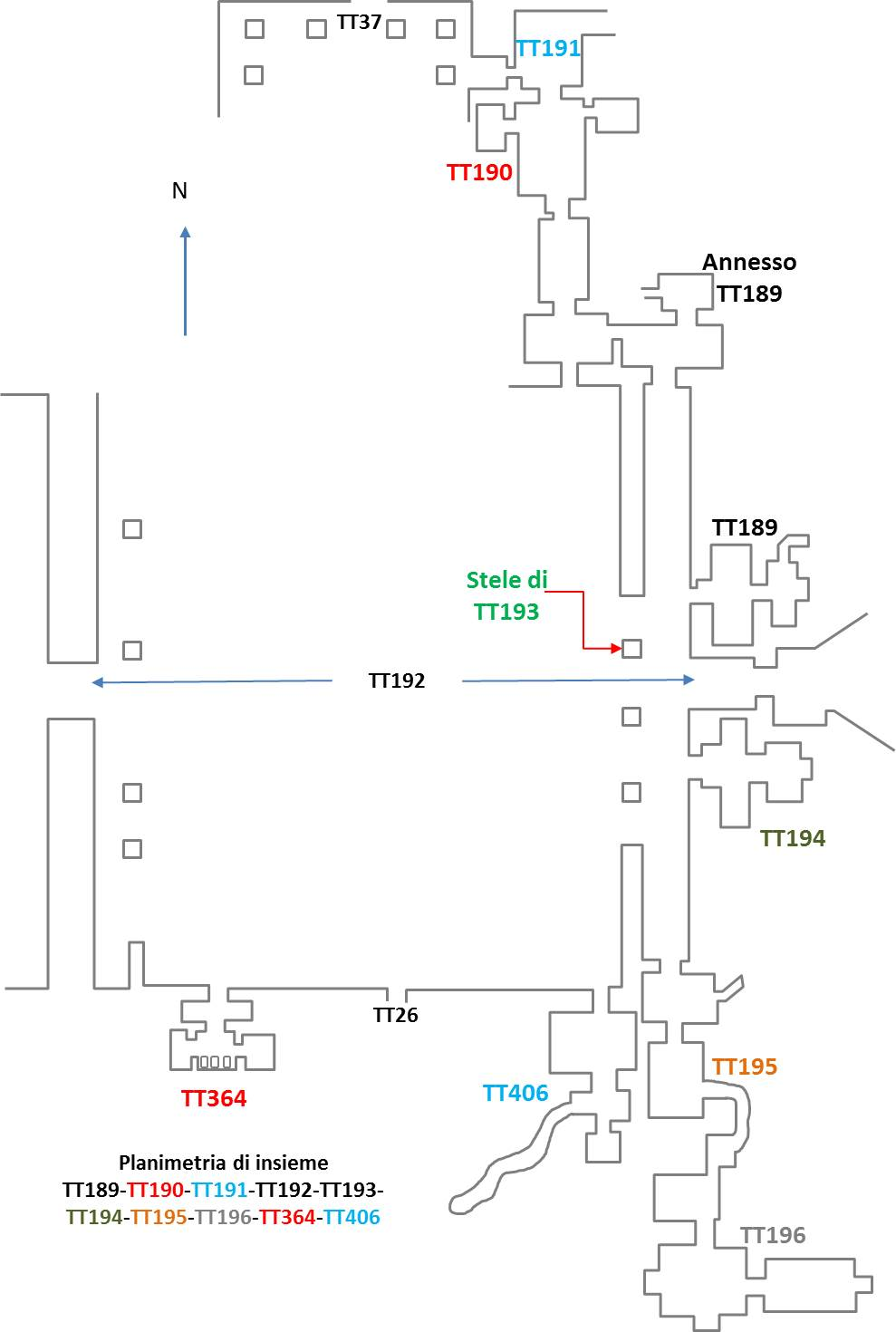
Planimetria dell'area in cui insistono le tombe TT189, TT190, TT191, TT192, TT193, TT194-TT195-TT196-TT364-TT406

TT406 (Theban Tomb 406) è la sigla che identifica una delle Tombe dei Nobili ubicate nell'area della cosiddetta Necropoli Tebana, sulla sponda occidentale del Nilo dinanzi alla città di Luxor, in Egitto. Destinata a sepolture di nobili e funzionari connessi alle case regnanti, specie del Nuovo Regno, l'area venne sfruttata, come necropoli, fin dall'Antico Regno e, successivamente, sino al periodo Saitico (con la XXVI dinastia) e Tolemaico.

## Titolare
TT406 era la tomba di:
| Titolare | Titolo                                                        | Necropoli  | Dinastia/Periodo | Note |
| -------- | ------------------------------------------------------------- | ---------- | ---------------- | ---- |
| Piay     | Scriba della tavola delle offerte del Signore delle Due Terre | El-Assasif | XIX-XX dinastia  |      |

## Biografia
Nessuna notizia biografica ricavabile.

## La tomba
L'ingresso a TT406 si apre nell'angolo sud-est del vasto cortile, su cui insistono altre tombe (vedi planimetria d'insieme) e, più esattamente, a sud del lungo corridoio su cui pure si aprono gli accessi alle tombe TT194 e TT189. Un breve corridoio immette in una sala rettangolare da cui si passa a una seconda sala, da cui si diparte un corridoio discendente (non ultimato); nella sala più interna si apre un pozzo verticale (non ancora esplorato). Nel corridoio di accesso (1 verde in planimetria) la barca di Ra trainata da sciacalli e, su due registri sovrapposti, il defunto e la moglie (nome non indicato) dinanzi ad Atum, Maat e alla Dea dell'Occidente (Hathor) e il defunto con inni dedicati a Osiride. Su altra parete della prima sala (2 verde), su due registri, preti in offertorio al defunto (?) e alla moglie nonché resti della processione funeraria con un prete che officia sulla mummia dinanzi alla tomba.

### Annotazioni
1. ↑  La numerazione dei locali e delle pareti segue quella di Porter e Moss 1927, p. 296.
2. ↑  La prima numerazione delle tombe, dalla numero 1 alla 252, risale al 1913 con l'edizione del "Topographical Catalogue of the Private Tombs of Thebes" di Alan Gardiner e Arthur Weigall. Le tombe erano numerate in ordine di scoperta e non geografico; ugualmente in ordine cronologico di scoperta sono le tombe dalla 253 in poi.
3. ↑  I campi della Duat, ovvero l'aldilà egizio, si trovavano, secondo le credenze, proprio sulla riva occidentale del grande fiume.
4. ↑  Nella sua epoca di utilizzo, l'area era nota come "Quella di fronte al suo Signore" (con riferimento alla riva orientale, dove si trovavano le strutture dei Palazzi di residenza dei re e i templi dei principali dei) o, più semplicemente, "Occidente di Tebe".
5. ↑  le Tombe dei Nobili, benché raggruppate in un'unica area, sono di fatto distribuite su più necropoli distinte.
6. ↑  Le note, sovente di inquadramento topografico della tomba, sono tratte, fino alla TT252, dal "Topographical Catalogue" di Gardiner e Weigall, ed. 1913 e fanno perciò riferimento alla situazione dell'epoca.
7. ↑  Poiché sull'area insistono differenti tombe (TT195 e TT196), i riferimenti sono stati riportati in differente colore. Per la TT406 seguire la numerazione verde.

### Fonti
1. ↑  Gardiner e Weigall 1913.
2. ↑  Donadoni 1999,  p. 115.
3. ↑  Porter e Moss 1927, p. 446.
4. 1 2  Porter e Moss 1927,  p. 446.